# آنژیولیومیوم
آنژیولیومیوم (انگلیسی: Angioleiomyoma) که با نام‌های آنژیومیوم و لیومیوم عروقی هم شناخته می‌شود، نوعی تومور خوش‌خیم است که از ماهیچه‌های صاف دیوارهٔ رگ‌ها نشأت می‌گیرد. این تومورها معمولاً اکتسابی هستند.